# ホーキング、宇宙を語る
『ホーキング、宇宙を語る : ビッグバンからブラックホールまで』（ホーキング うちゅうをかたる ビッグバンからブラックホールまで、原題：A Brief History of Time）は、英国の物理学者スティーブン・ホーキングが1988年に発表した通俗科学の書籍である。ベストセラーとなり、20年間で1,000万部以上の売り上げを記録した。また、ロンドンの『サンデー・タイムズ』紙では4年以上もベストセラーリストに選ばれ続け、2001年までに35言語に翻訳された。

## 内容
ホーキングは専門家ではない読者に向けて、ビッグバン、ブラックホール、光円錐を含めた宇宙論の一分野を説明しようと試みている。彼の主な目的はその分野の概観を伝えることであるが、ある種の込み入った数学を言葉で説明することもまた試みている。
1996年度に出版された版とその後続の版において、タイムトラベルとワームホールについて論じ、時間の始まりにおいては量子特異点無しに宇宙が存在し得るとの可能性を探究している。

## 構想
1983年初頭にホーキングはケンブリッジ大学出版局で天文学に関する書籍の担当であったサイモン・ミットンと初めて会い、一般向けの宇宙論の本を書く構想を示した。 ミットンはその草稿を読ませてもらったが、そこに書いてある全ての方程式について難解すぎるのではと疑義を差し挟んだ。それらの方程式を掲載してしまうと、ホーキングが待ち望んでいた空港の本屋での購入者に購入を思いとどまらせてしまうのではとも考え、少々困難を伴ったが、彼はホーキングに方程式はひとつだけ残して他の方程式をすべて除去するよう説得した。ホーキングはこの本の謝辞で、本に方程式をひとつ書くごとに読者数が半減するだろうとの趣旨の忠告を受けたため、この本にはひとつの方程式：E = mc2しかない、と述べている。その代わり、探究対象の概念の詳細を述べるために、この本ではたくさんの複雑なモデル、図、挿絵などが用いられている。

## 様々な版
- 1988年の初版

初版ではカール・セーガンによる次のような前書きが掲載されている。
セーガンは1974年に科学的会議のためにロンドンにおり、会議の合間に別の部屋にふらりと入ってみた。そこではセーガンが出ていた会議よりも大きな会議が開かれていた。
セーガンは続けて前書きに、ホーキングはルーカス教授職にあったニュートンやポール・ディラックの"ふさわしい後継者"であると付け加えている。
カール・セーガンは、自身が監修し"案内役"として出演した宇宙に関するテレビ番組『コスモス』が1980年に米国で放送されたのに続き世界各国のテレビで放送され高視聴率を記録したことで80年代は一般人の間でも知名度が非常に高くなっており各国の一般人は "アメリカのコーネル大学の天文学の教授であり、宇宙の案内役" というイメージを持つようになっていたので、宇宙論の通俗本である本書の前書きを書くのにふさわしい人物と見なされ、当時一般人にはまだあまり知られていなかったホーキングについて、いわゆる"お墨付き"を与える役、内容を保証する役をセーガンが担当したわけである。
この前書きが掲載されたのは初版のみである。この前書きの著作権は、ホーキングや出版社ではなくセーガンにあり、出版社は永久にそれを使用する権利は持っていなかったためである。後の版ではホーキングが自分自身で前書きを書いた。
- 1996年 イラスト入り最新拡充版：このハードカバー版では、本の内容をさらに説明するためにフルカラーのイラストと写真が使用された。また原本に含まれていないトピックも追加された。
- 1998年 10周年記念版：これは1996年に出版されたものと同内容であるが、ペーパーバックとしても出版され、図はほんの少ししか含まれていなかった。ISBN 0-553-10953-7
- 2005年 『ホーキング、宇宙のすべてを語る』：これはレナード・ムロディナウ（英語版）との共著であり、原作の簡略版である。さらなる科学の発展により生じた新たな話題を付け加えるために、再び改訂された。ISBN 0-553-80436-7

## 映画
エロール・モリスはホーキングのドキュメンタリー映画 A Brief History of Time を監督した。タイトルは同一であるが、この映画はホーキングの伝記であり、この書籍の映画版ということではない。

## オペラ
ニューヨークのメトロポリタンオペラはホーキングの書籍に基づき、2015,6年に初公演となるオペラを委託した。これはオスバルド・ゴリホフ によって作曲される予定で、アルベルト・マングェルによる台本・ロベール・ルパージュによる制作である。